# Boris Rener
Boris Rener, slovenski klarinetist in glasbeni menedžer, * 1973, Ljubljana.
Klarinetist Boris Rener je končal dodiplomski in podiplomski študij v razredu prof. Slavka Goričarja na Akademiji za glasbo v Ljubljani. »Prix de Perfectionnement« je dosegel na Conservatoire National de Versailles, kjer se je izpopolnjeval pri prof. Philippu Cuperju. Leta 1996 je dobil prestižno Fulbrightovo štipendijo, s katero je v Združenih državah študiral na The Hartt School of Music pri prof. Charlesu Russoju ter dosegel Artist Diploma in posebno nagrado »Exellence in Chamber Music«. Tam je zmagal na tekmovanju slovitega ameriškega godalnega kvarteta Emerson, kar mu je prineslo javni koncert z imenovanim kvartetom. Z njimi se je predstavil tudi ljubljanski publiki v srebrnem abonmaju Cankarjevega doma v sezoni 1997/98.
Poleti 1998 se je s posebno štipendijo Univerze Yale udeležil poletnega festivala komorne glasbe v Norfolku, Connecticut (ZDA), kjer je nastopal z umetniki kot so Frank Morelli, Wiliam Purvis, Sydney Harth in drugi. Na tem festivalu se je spoznal z enim najbolj znanih francoskih godalnih kvartetov, kvartetom Ludwig. Z njimi je v Franciji uspešno nastopal ter bil povabljen k snemanju zgoščenke z Brahmsovim Kvintetom za klarinet in godalni kvartet za založbo Naxos. V letu 2000 ga je k sodelovanju povabil znani ameriški godalni kvartet Coolidge, s katerimi je nastopal v Avstriji in Sloveniji. Leta 2012 je poleti nastopil kot solist z godalnim kvartetom Manhattan na festivalu komorne glasbe v Sarajevu (Sarajevo Chamber Music Festival). Na Festivalu Ljubljana je nastopal v zasedbi Camerata Emonica. V Sloveniji je koncertiral tudi z umetniki kot so: Aci Bertoncelj, Andrej Jarc, Milan in Hermina Hudnik, Alenka Zupan, Tomaž Petrač, Andrej Petrač, Anton Nanut, itd.
Ob klarinetu se je glasbeno izpopolnjeval še s klavirjem, kljunasto flavto, saksofonom, orglami in kot pevec v Komornem zboru Ave, Komornem zboru Slovenicum, Slovenskem oktetu ter tri leta zapored kot član Svetovnega zbora mladih v Evropi, Kanadi ter Južni Ameriki.
Nastopal je v domovini, Avstriji, Franciji, Italiji, Nemčiji in ZDA kot solist, član komornih skupin in orkestrov. Na vseh nastopih je bil deležen pohvalnih ocen in priznanj za tankočutno glasbeno poustvarjanje. Od leta 2001 do 2012 je vodil Glasbeno produkcijo RTV Slovenija. Od leta 2012 deluje kot glasbeni producent Simfoničnega orkestra RTV Slovenija. Več let je bil član strokovnega sveta Cankarjevega doma v Ljubljani, od leta 2017 pa je član sveta Slovenske filharmonije in namestnik predsednice. Leta 2015 je postal član vokalno-inštrumentalnega ansambla Antiphonus v Zagrebu.